# Alexander Pang
Alexander „Alex“ Pang (* 26. Februar 1988 in Calgary) ist ein kanadischer Badmintonspieler aus Alberta. 

## Karriere
Alex Pang gewann 2002 die kanadischen Schülermeisterschaften und 2010 die Meisterschaften der Erwachsenen. Bei der Panamerikameisterschaft 2009 erkämpfte er sich Silber im Mixed mit Joycelyn Ko.

## Sportliche Erfolge
| Saison | Veranstaltung                      | Disziplin    | Platz | Name                    |
| ------ | ---------------------------------- | ------------ | ----- | ----------------------- |
| 2002   | Kanada: Schülermeisterschaften U14 | Herreneinzel | 1     | Alexander Pang          |
| 2009   | Panamerikameisterschaft            | Mixed        | 2     | Alex Pang / Joycelyn Ko |
| 2010   | Kanada: Einzelmeisterschaften      | Herreneinzel | 1     | Alex Pang               |
| 2012   | Kanada: Einzelmeisterschaften      | Herreneinzel | 1     | Alex Pang               |